# Liste der Naturdenkmale in Fischerbach
| Naturdenkmale | Anzahl |
| ------------- | ------ |
| FND           | 5      |
| END           | 0      |
| Gesamt        | 5      |

Die Liste der Naturdenkmale in Fischerbach nennt die verordneten Naturdenkmale (ND) der im baden-württembergischen Ortenaukreis liegenden Gemeinde Fischerbach. In Fischerbach gibt es insgesamt fünf als Naturdenkmal geschützte Objekte, alle sind flächenhafte Naturdenkmale (FND), keines ist ein Einzelgebilde-Naturdenkmal (END).
Stand: 31. Oktober 2016.

## Flächenhafte Naturdenkmale (FND)
| Name                     | Bild | Kennung     | Einzelheiten | Position | Fläche Hektar | Datum         |
| ------------------------ | ---- | ----------- | ------------ | -------- | ------------- | ------------- |
| Hinkelstein              |      | 83170290001 | Fischerbach  | ???      | 0,9           | 29. Aug. 1963 |
| Kammeckerfelsen          |      | 83170290005 | Fischerbach  | ???      | 0,0           | 29. Aug. 1963 |
| Ruine Waldstein          |      | 83170290002 | Fischerbach  | ???      | 0,1           | 29. Aug. 1963 |
| Schlangenstein           |      | 83170290003 | Fischerbach  | ???      | 0,5           | 29. Aug. 1963 |
| Schornfelsen             |      | 83170290004 | Fischerbach  | ???      | 0,1           | 29. Aug. 1963 |
| Legende für Naturdenkmal |      |             |              |          |               |               |